# Ultraleichtfluggelände Möckern

i7
i11
i13
Das Ultraleichtfluggelände Möckern liegt in der Stadt Möckern im Landkreis Jerichower Land in Sachsen-Anhalt. Der Platzhalter und Betreiber ist der Fliegerclub Möckern e. V.

## Lage
Das Ultraleichtfluggelände liegt etwa 3,5 km nordwestlich von Möckern.

## Flugbetrieb
Das Ultraleichtfluggelände besitzt eine Betriebsgenehmigung für Ultraleichtflugzeuge, Hängegleiter, Gleitsegel und bemannte Freiballone. Es ist mit einer 870 m langen und 20 m breiten Start- und Landebahn aus Gras (Richtung 17/35) ausgestattet. Hängegleiter und Gleitsegel starten per Windenstart oder Ultraleichtflugzeugschlepp. Das Ultraleichtfluggelände dient dem Betrieb mit Luftfahrzeugen des Platzhalters sowie Dritter mit vorheriger Zustimmung des Platzhalters (PPR).

## Geschichte
Der Fliegerclub Möckern e. V. wurde am 3. Februar 1990 als erster Mitteldeutscher Gleitschirm- und Drachenfliegerverein gegründet. Er wurde 1995 in Fliegerclub Möckern e. V. umbenannt. Das Ultraleichtfluggelände Möckern wurde am 31. August 2000 genehmigt.